# Pytanie retoryczne
Pytanie retoryczne – figura stylistyczna i retoryczna; pytanie zadane nie dla uzyskania odpowiedzi, lecz w celu skłonienia odbiorcy do przemyśleń na określony temat, podkreślenia wagi problemu; ewentualnie pytanie, na które odpowiedź jest oczywista.

## Zastosowanie
Pytanie retoryczne służy wzmocnieniu uwagi odbiorcy, zdobyciu przez nadawcę aprobaty poprzez budowanie wspólnej płaszczyzny refleksji ze słuchaczem. Może podkreślać punkt widzenia osoby mówiącej, w formie aporii wyrażać jej powątpiewanie. Jako figura stylistyczna ożywia intonację wypowiedzi. Może też pełnić funkcję kompozycyjną i być rodzajem przerywnika, nagłówka, oddzielającego poszczególne części i tematy, które nadawca porusza. 
W życiu codziennym pytania retoryczne bywają używane m.in. w celu:
- podtrzymania kontaktu, np.: Widzisz?
- wyrażenie powątpiewania, np.: I po co to wszystko?

## Przykłady użycia
Przykładem użycia pytania retorycznego jako chwytu krasomówczego może być fragment przemówienia radiowego Józefa Stalina z 1941 roku: 

Czy naprawdę niemieccy żołnierze są niezwyciężeni, jak bezustannie trąbi dumna faszystowska propaganda? (pauza) Oczywiście nie! Historia pokazuje, że nie ma niezwyciężonych armii, i nigdy ich nie było. Armia Napoleona była uważana za niepokonaną, ale w końcu została pokonana

Jako figura stylistyczna pytanie retoryczne pojawia się np. w IV księdze Pana Tadeusza:

Któż zbadał puszcz litewskich przepastne krainy, / Aż do samego środka, do jądra gęstwiny?